# Jarosław Wnuk
Jarosław Wnuk (ur. 10 kwietnia 1965 w Reszlu) – polski operator filmowy.
W 1995 roku ukończył studia na Wydziale Operatorskim PWSFTviT w Łodzi.

## Filmografia (operator)

### Seriale
- 2002–2010: Samo życie
- 2005: Dom niespokojnej starości
- 2005–2008: Egzamin z życia
- 2006–2007: Kopciuszek
- 2007–2008: Faceci do wzięcia
- 2005–2008: Ranczo
- 2005–2007: Magda M.
- 2007: Tajemnica twierdzy szyfrów
- 2007: Mamuśki
- 2007–2009: Tylko miłość
- 2009: Dom nad rozlewiskiem
- 2009–2013: Popiełuszko. Wolność jest w nas
- 2009: Rodzina zastępcza
- 2010: Miłość nad rozlewiskiem
- 2010: Duch w dom
- 2010: Szpilki na Giewoncie
- 2011: Życie nad rozlewiskiem
- 2011: Wiadomości z drugiej ręki
- 2011–2012: Komisarz Alex
- 2012: Nad rozlewiskiem
- 2013–2014: Cisza nad rozlewiskiem

### Film fabularny
- 1997: Pułapka
- 2005: Skazany na bluesa
- 2007: Ranczo Wilkowyje
- 2009: Popiełuszko. Wolność jest w nas
- 2010: Milczenie jest złotem
- 2010: Fenomen
- 2013: Tajemnica Westerplatte

## Współpraca reżyserska
- 2003–2004: Glina
- 2005: Legenda

## Aktor
- 1996: Słodko gorzki
- 2001: Reich